# Hypericum coadunatum
Hypericum coadunatum är en johannesörtsväxtart som beskrevs av Christen Smith och Heinrich Friedrich Link. Hypericum coadunatum ingår i släktet johannesörter, och familjen johannesörtsväxter. Inga underarter finns listade i Catalogue of Life.